# Nishi-Nippon Railroad
Nishi-Nippon Railroad Co., Ltd. (西日本鉄道株式会社 Nishi Nippon Tetsudō Kabushiki-gaisha?) es un conglomerado empresarial con base en Fukuoka, Japón, con sus principales áreas de negocio en ferrocarriles, turismo y sector inmobiliario.

## Líneas
- Línea Tenjin Ōmuta
- Línea Dazaifu
- Línea Amagi
- Línea Kaizuka